# Anthony Greenwood, Baron Greenwood of Rossendale
Arthur William James „Anthony“ Greenwood, Baron Greenwood of Rossendale PC (* 14. September 1911 in Leeds; † 12. April 1982 in London) war ein britischer Politiker der Labour Party, der 24 Jahre lang Abgeordneter des House of Commons sowie mehrmals Minister war und 1970 aufgrund des Life Peerages Act 1958 als Life Peer Mitglied des House of Lords wurde.

## Leben

### Studium, berufliche Laufbahn und Zweiter Weltkrieg
Greenwood war der einzige Sohn von Arthur Greenwood, der ebenfalls Abgeordneter der Labour Party im House of Commons sowie mehrmals Minister war. Nach dem Besuch der Merchant Taylors’ School absolvierte er ein Studium des interdisziplinären Studiengangs Philosophy, Politics and Economics (PPE) am Balliol College der University of Oxford, wo er auch Vorsitzender des Studentenverbandes der Labour Party (Labour Club) war. 1933 wurde er Präsident der Oxford Union und gehörte in dieser Funktion auch zur Debattiermannschaft der britischen Universitäten, die 1933 Indien bereiste.
Nach Beendigung seines Studiums setzte er seine politischen Aktivitäten bei Debattierreisen in den USA fort und arbeitete daneben auch als freier Journalist. Danach begann er ein Studium der Rechtswissenschaften bei der Anwaltskammer (Inns of Court) von Middle Temple, das er jedoch nicht abschloss. Nach einer Tätigkeit als Wirtschaftssekretär eines Industriellen arbeitete er zwischen 1938 und 1939 für den Nationalen Sportrat (National Fitness Council).
Zu Beginn des Zweiten Weltkrieges wurde Greenwood 1939 Mitarbeiter des Informationsministeriums (Ministry of Information), in dem er zuletzt zwischen 1941 und 1942 Privatsekretär von dessen Generaldirektor Walter Monckton war, mit dem er Reisen nach Russland und in den Mittleren Osten unternahm. 1940 heiratete Greenwood Gillian Crawshay-Williams, eine Urenkelin des Biologen und Hauptvertreters des Agnostizismus, Thomas Henry Huxley.
Im Sommer 1942 trat er seinen Militärdienst in der Royal Air Force (RAF) an und war dort seit Februar 1943 als Nachrichtendienstoffizier tätig. Im Dezember 1944 wurde er zum Kriegskabinett abgeordnet und befasste sich dort zusammen mit Walter Monckton mit den Mulberry-Häfen.

### Unterhausabgeordneter, Mitglied des Schattenkabinetts und Kandidatur für den Parteivorsitz
Greenwood, der der Labour Party 1925 als Vierzehnjähriger beigetreten war, begann nach dem Zweiten Weltkrieg seine politische Laufbahn in der Kommunalpolitik und war zwischen 1945 und 1949 Vorsitzender der Labour-Fraktion im Rat des Metropolitan Borough of Hampstead.
Bei einer Nachwahl (By-election) im Wahlkreis Heywood and Redcliffe wurde er am 21. Februar 1946 erstmals zum Abgeordneten in das House of Commons gewählt und damit Nachfolger seines verstorbenen Parteifreundes John Edmondson Whittaker, wobei er sich nur knapp mit 50,5 Prozent gegen seinen Gegenkandidaten von der Conservative Party behaupten konnte.
Nach der Auflösung dieses Wahlkreises wurde Greenwood bei den Wahlen vom 23. Februar 1950 im Wahlkreis Rossendale in das Unterhaus gewählt und vertrat diesen Wahlkreis mehr als zwanzig Jahre lang bis zu den Unterhauswahlen am 18. Juni 1970 im House of Commons. Bereits kurz darauf wurde er 1950 Vize-Vorsitzender der Labour-Fraktion (Parliamentary Labour Party) und behielt diese Funktion bis 1952. Danach war er von 1951 bis 1952 sowie erneut zwischen 1955 und 1960 war er Mitglied des Schattenkabinetts seiner Partei. 1957 kritisierte er zusammen mit dem Abgeordneten Sydney Silverman die Tory-Regierung von Premierminister Anthony Eden wegen deren Einstellung zur Todesstrafe.
Auf dem Parteitag der Labour Party am 2. November 1961 kandidierte Greenwood, der zwischen 1954 und 1970 Mitglied des Nationalen Exekutivkomitees der Partei war, gegen Amtsinhaber Hugh Gaitskell für das Amt des Parteivorsitzenden (Leader of the Labour Party). Er unterlag Gaitksell jedoch bereits im ersten und einzigen Wahlgang deutlich: Während der Gaitskell als Vertreter des rechten Parteiflügels auf 171 Delegiertenstimmen (74,35 Prozent) bekam, entfielen auf Greenwood als Kandidat der Parteilinken nur 59 Delegiertenstimmen (25,65 Prozent).
Trotz dieser parteiinternen Niederlage war Greenwood zwischen 1962 und 1963 zunächst stellvertretender geschäftsführender Vorsitzender sowie anschließend von 1963 als Nachfolger von Dai Davies bis zu seiner Ablösung durch Ray Gunter 1964 geschäftsführender Parteivorsitzender (Chair of the Labour Party).

### Minister

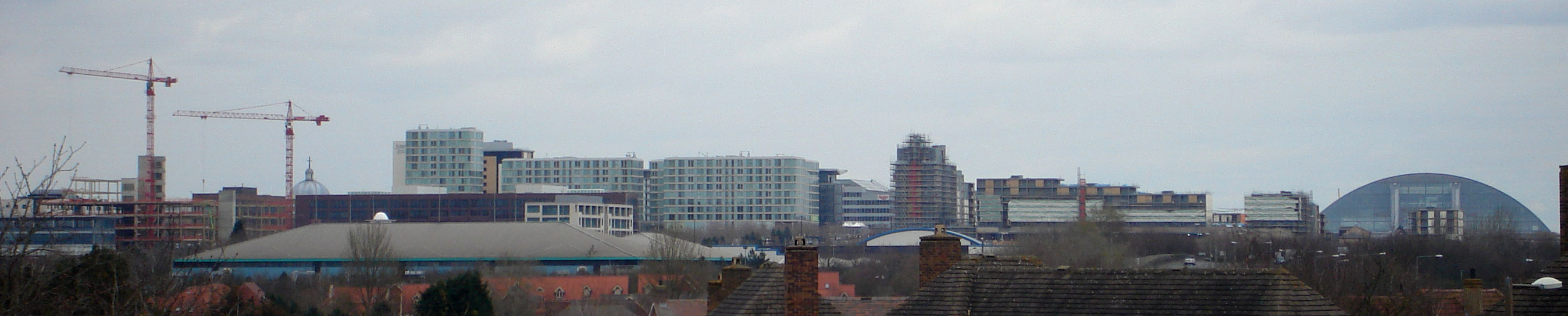
Während Greenwoods Amtszeit als Wohnungsbauminister entstanden New Towns wie Milton Keynes

Nach dem Wahlsieg der Labour Party bei den Unterhauswahlen vom 15. Oktober 1964 wurde Greenwood von Premierminister Harold Wilson zum Kolonialminister (Secretary of State for Colonial Affairs) ernannt. In dieser Funktion war er maßgeblich mit der Beaufsichtigung der Entlassung zahlreicher Kolonien in die Souveränität befasst. Zugleich wurde er 1964 Privy Councillor.
Im Rahmen einer Regierungsumbildung wurde Greenwood am 23. Dezember 1965 Nachfolger von Barbara Castle als Minister für überseeische Entwicklung (Ministry of Overseas Development), während Frank Pakenham, 7. Earl of Longford sein eigener Nachfolger als Kolonialminister wurde.
Bei einer weiteren Kabinettsumbildung wurde er im August 1966 als Nachfolger von Richard Crossman Minister für Wohnungsbau und Kommunalverwaltung (Minister of Housing and Local Government). Sein Nachfolger als Minister für überseeische Entwicklung wurde Arthur Bottomley. Während seiner bis 1969 dauernden Amtszeit als Wohnungsbauminister war er maßgeblich mit dem Planung und Bau der dritten Welle der sogenannten New Towns wie Milton Keynes befasst. Dabei wurde unter anderem die 1968 verabschiedeten The Town and Country Planning (Planning Inquiry Commissions) Regulations 1968 angewandt.
Auf dem Parteitag der Labour Party im Juli 1969 bewarb er sich für die Funktion als Generalsekretär der Labour Party, unterlag dabei aber dem früheren Schatzmeister der Partei Harry Nicholas.

### Oberhausmitglied

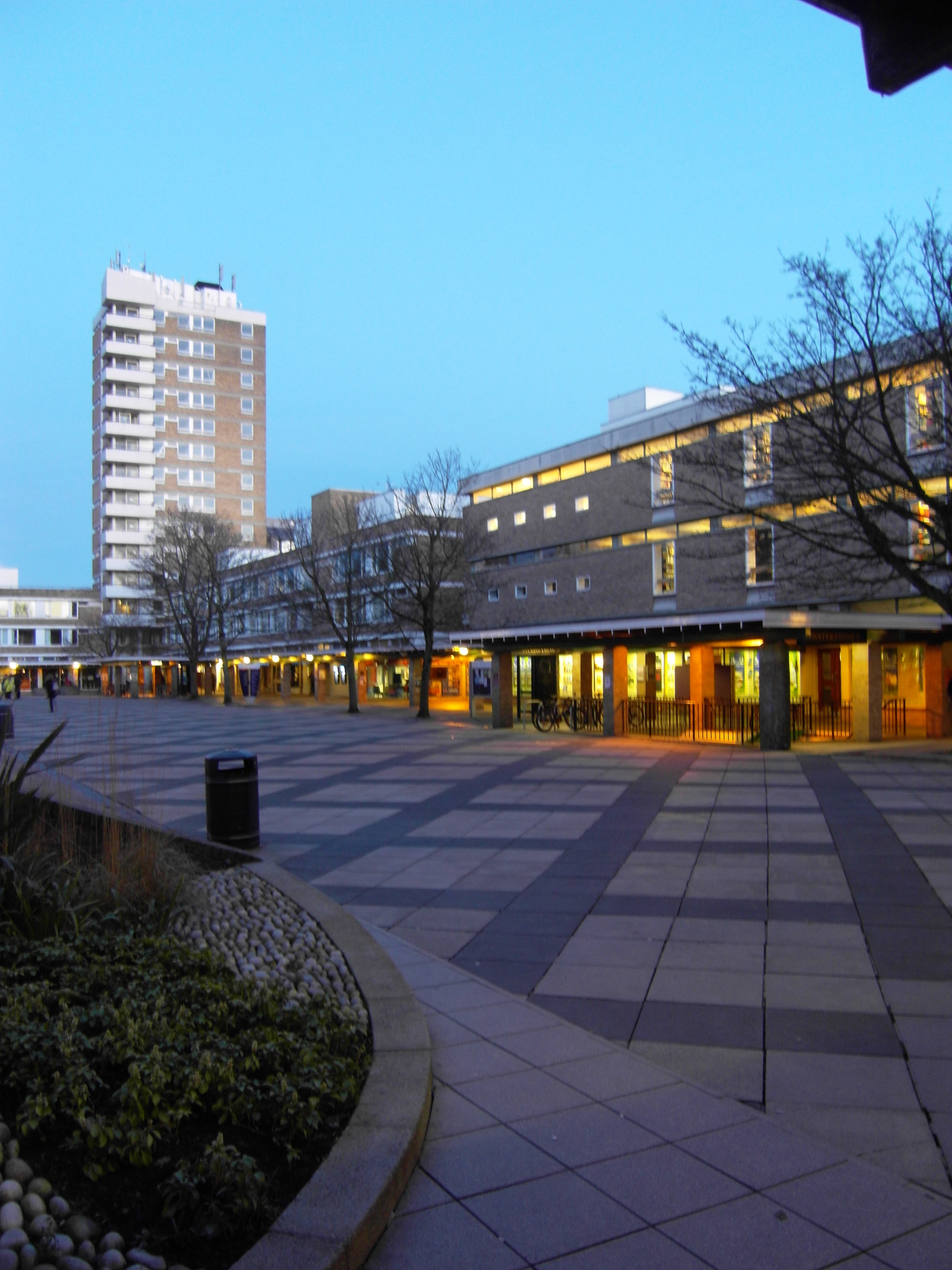
Der Alexandra Square der Lancaster University, deren Prokanzler Anthony Greenwood von 1972 bis 1978 war

Nachdem Premierminister Wilson ihn im Mai 1970 zum Vorsitzenden der Commonwealth Development Corporation (CDC) ernannt hatte, verzichtete Greenwood auf eine erneute Kandidatur bei den Unterhauswahlen am 18. Juni 1970. Kurz darauf widerrief Wilson jedoch die Ernennung, schlug Greenwood aber im Rahmen seiner Resignation Honours für eine Life Peerage vor.
Durch ein Letters Patent vom 22. September 1970 wurde Greenwood daher aufgrund des Life Peerages Act als Life Peer mit dem Titel Baron Greenwood of Rossendale, of East Mersea in the County of Essex, in den Adelsstand erhoben und gehörte damit bis zu seinem Tod dem House of Lords als Mitglied an. 1972 wurde er Prokanzler der Lancaster University und übte dieses Amt bis 1978 aus.
Während seiner Zugehörigkeit zum Oberhaus fungierte Baron Greenwood zwischen 1977 und 1979 als Vorsitzender des Sonderausschusses für die Europäischen Gemeinschaften sowie als Erster Vizevorsitzender der Ausschüsse (Principal Deputy Chairman of Committees).
Ferner engagierte Greenwood sich insbesondere für die Beziehungen zu Israel und wurde 1972 Vorsitzender der Anglo-Israelischen Vereinigung. Außerdem war er Trustee des Jerusalem Educational Trust sowie Vorsitzender der Labour-Freunde von Israel.

### Funktionen in der Privatwirtschaft und öffentlichen Organisationen
Neben seiner Oberhausmitgliedschaft übernahm er zahlreiche Funktionen in der Wirtschaft und war unter anderem zwischen 1970 und 1978 Vorstandsmitglied der Commonwealth Development Corporation sowie zwischen 1972 und seinem Tod Direktor des Finanzdienstleistungsinstituts Britannia Building Society, deren Geschäftsführender Vorsitzender er zwischen 1974 und 1976 war.
Des Weiteren war er zeitweilig Vorsitzender und Direktor der Erdölsondierungsgesellschaft Weeks Natural Resources (UK) Ltd., Vorsitzender der Greenwood Development Holdings Ltd, Vorsitzender der Integrated Professional Development Service und Direktor der Pochin Ltd.
Ferner engagierte er sich in zahlreichen Organisationen wie zum Beispiel als Vorsitzender der Ausbildungsbehörde und Mitarbeiterkommission der Kommunalverwaltung (Local Government Training Board and Staff Commission), als Präsident der Vereinigung der Verwaltungseinrichtung von London (Association of Metropolitan Authorities) sowie als Präsident der Britischen sellschaft für Feuerbestattung (Cremation Society of Great Britain). Als Mitglied Vorstandsmitglied der Entwicklungsbehörden von Maplin und Zentral-Lancashire war er an zahlreichen Baugesellschaften vertreten.
1979 verlieh ihm die Lancaster University einen Ehrendoktor der Rechtswissenschaften (Hon. LL.D.).

### Tod
Lord Greenwood of Rossendale starb am 12. April 1982 in London. Er wurde im Golders Green Crematorium in London eingeäschert, wo sich auch seine Asche befindet.